# اوزرا (میزوری)
اوزرا (به انگلیسی: Ozora) یک منطقهٔ مسکونی در ایالات متحده آمریکا است که در شهرستان استی جنویو، میزوری واقع شده‌است. اوزرا ۱۶۴ متر بالاتر از سطح دریا واقع شده‌است.